# 沙韻·哈勇
沙韻·哈勇（1920年—1938年9月27日），又譯作莎韻·哈勇、莎鴛、莎勇，是生於日屬臺灣臺北州蘇澳郡蕃地社（音譯利有亨或流興社，位於宜蘭縣南澳鄉山區，距金岳村約32公里）的泰雅族少女。

## 失足落水事件
1938年9月27日，一名日本警官兼教師田北正記警丁（柿田警手）因中日戰爭被徵召回國入伍，沙韻與部落族人協助該教師搬運行李下山；但因山區大雨，莎韻在南澳武塔南溪的獨木橋上失足落水。後來，眾人一直無法尋獲她的遺體，族人也為她編作紀念歌曲。
大日本帝國臺灣總督長谷川清曾致贈一口鐘以紀念該少女，該鐘被命名為「莎韻之鐘」。

## 傳說
在《找路─月光．沙韻．Klesan》一書當中，林克孝記錄了一位泰雅族老獵人的說法：落水的沙韻在南澳溪口被一位漁夫援救上岸，並在該漁夫和父親的協助下回到部落與舅舅相聚；但因當時中華民國剛剛接手治理臺灣，沙韻又已被日本官方神格化，考慮到可能會被當局為難，沙韻回到山區的舊部落獨居，山下部落的人有時還會帶食物上山給她。老獵人最後一次見到沙韻本人是在距今十幾年前，之後他因腿部受傷便沒再上山，但此說法尚未被證實。

## 文藝作品
日本政權當時將沙韻·哈勇塑造成一名愛國的泰雅族少女，並為她拍攝電影「莎韻之鐘(サヨンの鐘)」（李香蘭飾演主角莎韻），還製作了流行歌曲「莎韻之鐘」（渡边滨子演唱，西條八十作詞，古賀政男作曲）；戰後，該曲被重新填詞成為國語歌曲「月光小夜曲」。
沙韻·哈勇本僅為一則地方新聞的溺水意外主角，經刻意報導後，被臺灣總督府用來宣揚理蕃政策的成功，並與國歌少年一起成為皇民化政策的宣傳樣本。
1945年後，國民政府開始統治臺灣，與沙韻·哈勇相關的所有事蹟與文物因政治禁忌而遭刻意忽視與掩蓋，且大多都遭毀壞，並於2000年後才又開始有人提起。
前台新金控總經理林克孝因熱愛登山活動與臺灣原住民歷史，長期在南澳山區探查泰雅族古道，重新探查與復原了沙韻之路，並寫作《找路─月光．沙韻．Klesan》一書，希望讓沙韻·哈勇的歷史被重新重視。

## 外部連結
- 電影「莎韻之鐘」（清水宏監督，1943年） - YouTube （页面存档备份，存于）
- 微笑台灣：走進沙韻之路，探索南澳古道的美麗歌聲 （页面存档备份，存于）
- 探訪沙韻之鐘（下） （页面存档备份，存于）
- 「蕃婦落水，行蹤不明」-- 從莎韻之鐘看日本殖民行為 （页面存档备份，存于）
- 《莎韻之鐘》的故事 （页面存档备份，存于）